# Porva
Porva è un comune dell'Ungheria di 507 abitanti (dati 2001). È situato nella contea di Veszprém.